# Cerekvička-Rosice
Cerekvička-Rosice là một làng thuộc huyện Jihlava, vùng Vysočina, Cộng hòa Séc.